# Хепнер, Урмас
Урмас Хепнер (эст. Urmas Hepner; 31 июля 1964, Таллин) — советский и эстонский футболист, защитник (ранее — нападающий). Выступал за национальную сборную Эстонии.

## Биография

### Клубная карьера
Начинал играть на взрослом уровне за команды первенства Эстонской ССР — таллинские «Ноорус» и «Норму».
В 1983 году перешёл в таллинский «Спорт», выступавший во второй лиге СССР. Провёл в команде восемь сезонов, за это время сыграл более 200 матчей в первенствах страны. В начале карьеры играл на позиции нападающего, но в середине 1980-х годов переведён на позицию центрального защитника. В 1990 году выступал за «Спорт» в Балтийской лиге.
В 1991 году уехал в Финляндию, где выступал во втором дивизионе за «КуМу» (Куусанкоски) и в третьем дивизионе — за «КТП» (Котка). В ходе сезона 1993/94 вернулся в Эстонию, выступал в чемпионате страны за «Норму», «Таллинна Садам», «Лантану-Марлекор» и «Лантану». В составе «Лантаны» стал двукратным чемпионом Эстонии. В 1998—1999 годах снова играл в Финляндии, в третьем дивизионе за клуб «Хювинкяян Паллосеура», одновременно работал в этом клубе детским тренером.
С 2001 года играл в системе «Левадии» за команды низших дивизионов из Маарду. В 2003 году провёл 12 матчей в высшей лиге за второй состав «Левадии». Завершил игровую карьеру в 2004 году.
После окончания карьеры много лет работал в системе «Левадии» детским и взрослым тренером, спортивным директором, был директором ДЮСШ «Коткас». С 2016 года — тренер в любительском клубе «Вольта» (Таллин).

### Карьера в сборной
Дебютировал в национальной сборной Эстонии 3 июня 1992 года, в первом официальном матче после восстановления независимости, против команды Словении. Последний матч провёл 9 марта 1994 года против сборной Кипра. Всего сыграл 13 матчей за сборную, голов не забивал. В десяти матчах был капитаном команды.

## Достижения
- Чемпион Эстонии (2): 1995/96, 1996/97
- Серебряный призёр чемпионата Эстонии (1): 1993/94
- Обладатель Кубка Эстонии (1): 1993/94
- Футболист года в Эстонии: 1992